# یواس‌اس باروز (دی‌ئی-۱۰۵)
یواس‌اس باروز (دی‌ئی-۱۰۵) (به انگلیسی: USS Burrows (DE-105)) یک کشتی بود که طول آن ۳۰۶ متر یا ۹۳ فوت بود. این کشتی در سال ۱۹۴۳ ساخته شد.